# Admontia finisterrae
Admontia finisterrae là một loài ruồi trong họ Tachinidae.